# Będargowiec
Będargowiec (niem. Neu Mandelkow) – osada w Polsce położona w województwie zachodniopomorskim, w powiecie choszczeńskim, w gminie Pełczyce. W latach 1975–1998 miejscowość administracyjnie należała do województwa gorzowskiego. W roku 2007 osada liczyła 89 mieszkańców. Osada wchodzi w skład sołectwa Będargowo.
W miejscowości jest przystanek kolejowy Będargowiec.

## Geografia
Osada leży ok. 1,8 km na południe od Będargowa, między Będargowem a Jarosławskiem.

## Historia
Folwark w Będargowcu powstał przypuszczalnie w 2. poł. XIX wieku, na gruntach Będargowa, kiedy ówczesnym właścicielem był Julius Adolf von Kühcke, być może jako gospodarstwo pomocnicze. Brak wiadomości źródłowych na temat właścicieli majątku i rodzaju działalności. Od 1948 r. majątek należał do Państwowych Nieruchomości Ziemskich, później działał tu Państwowe Gospodarstwo Rolne. Obecnie w zasobach Agencji Nieruchomości Rolnych.